# Deatsville
Deatsville – miasto w Stanach Zjednoczonych, w stanie Alabama, w hrabstwie Elmore. W roku 2023 miasto zamieszkiwały 1723 osoby, a gęstość zaludnienia wynosiła 142,4 osoby/km².